# N270 (België)
De N270 is een gewestweg in België tussen Elewijt (N227) en Eppegem (N1). De weg heeft een lengte van ongeveer 3 kilometer. De gehele weg bestaat uit twee rijstroken in beide rijrichtingen samen.
Vlak bij het kruispunt met de N1 ligt het treinstation Eppegem.